# Jenna Mohr
Jenna Mohr (* 15. April 1987 in Korbach) ist eine ehemalige deutsche Skispringerin.

## Werdegang
Mohr startet für den SC Willingen und kommt aus dem Willinger Ortsteil Usseln. Bereits vor der Einführung des Continental Cups in der Saison 2004/05 für Frauen ging sie bei internationalen Wettbewerben an den Start. Bei den Deutschen Meisterschaften 2004 in Meinerzhagen gewann sie die Silbermedaille. In der Saison 2004/05 ging regelmäßig im COC an den Start. Ihre besten Ergebnisse waren zwei 14. Plätze in Oberaudorf und Baiersbronn. Beim Wettkampf am 19. Januar 2005 in Toblach wurde sie neben Roberta D’Agostina die erste Springerin, die bei einem internationalen Wettkampf disqualifiziert wurde. Bei den Deutschen Meisterschaften 2005 in Meinerzhagen gewann Mohr erneut die Silbermedaille. In der Saison 2005/06 erreichte sie ähnliche Platzierungen. Ausreißer nach oben war ein dritter Platz in Ljubno. Enttäuschend lief für sie die Saison 2006/07. Hier wurde sie nur sporadisch für Wettbewerbe nominiert. Außer einem 14. Platz in Saalfelden waren ihre Leistungen deutlich schwächer als in den beiden letzten Jahren davor.
In der Saison 2007/08 schlug ihre große Stunde. Den ersten Continental Cupsieg feierte sie am 12. August 2007 bei der 1. Damen-Vierschanzentournee in Bischofsgrün, drei Tage später wurde sie Dritte in Pöhla. Im Winter schaffte sie es fast immer unter die Top 20, eine Podestplatzierung gelang ihr aber nicht mehr. In der Gesamtwertung belegte sie am Ende mit 590 Punkten den fünften Platz. Die Saison 2008/09 sollte die erfolgreichste ihrer Karriere werden. Sie schaffte es fast immer unter die Top Ten. Bei den Deutschen Meisterschaften 2008 in Oberhof holte sie im Einzel die Silber und im Team die Bronzemedaille. Beim Sommer-COC in Bischofshofen schaffte sie es als zweite sogar auf das Podest. Beim vorletzten Springen der Saison in Sapporo gelang ihr ihr zweiter Continental-Cup-Sieg. Bei den Nordischen Skiweltmeisterschaften 2009 in Liberec wurde sie jedoch nur 15.
Danach konnte sie jedoch nicht mehr an diese Erfolge anknüpfen. In der Saison 2009/10 gelang ihr außer einem achten Platz in Rovaniemi keine Top-Ten-Platzierung. Am Anfang des Sommers 2010 gewann sie noch einmal einen Continental Cup in Bischofsgrün. Zudem belegte sie noch mehrmals im Sommer einen Top-Ten-Platz. Im Winter wurden ihre Leistungen jedoch wieder schwächer. Ihr bestes Ergebnis war ein siebter Platz in Hinterzarten. Für die WM wurde sie nicht nominiert. Im Sommer 2011 waren ihre Leistungen weiter die wie in den letzten beiden Jahren. Im Winter, wo es erstmals einen Weltcup für Frauen im Skispringen gab, wurde sie nach den ersten drei Springen aus dem Team geworfen, da ihr bestes Ergebnis nur ein 30. Platz in Hinterzarten war. Ihr bestes COC-Saisonergebnis war ein 16. Rang in Liberec.
Da sie für die nächste Saison keine finanzielle Unterstützung erhalten und den Kaderstatus verloren hätte, gab sie im Mai 2012 bekannt, ihre Karriere im Alter von 25 Jahren zu beenden.
Nach einer absolvierten Ausbildung als Einzelhandelskauffrau ist Mohr seit 2008 Angehörige der Sportfördergruppe der Bundespolizei in Bad Endorf.

## Erfolge

### Continental-Cup-Siege im Einzel
| Nr. | Datum           | Ort          | Typ           |
| --- | --------------- | ------------ | ------------- |
| 1.  | 12. August 2007 | Bischofsgrün | Mittelschanze |
| 2.  | 6. März 2009    | Sapporo      | Normalschanze |
| 3.  | 14. August 2010 | Bischofsgrün | Mittelschanze |

## Statistik

### Weltcup-Platzierungen
| Saison  | Platz | Punkte |
| ------- | ----- | ------ |
| 2011/12 | 52.   | 001    |

### Continental-Cup-Platzierungen
| Saison  | Platz | Punkte |
| ------- | ----- | ------ |
| 2004/05 | 18.   | 132    |
| 2005/06 | 19.   | 226    |
| 2006/07 | 48.   | 026    |
| 2007/08 | 05.   | 590    |
| 2008/09 | 05.   | 563    |
| 2009/10 | 22.   | 157    |
| 2010/11 | 26.   | 181    |
| 2011/12 | 55.   | 015    |